# Eugène Goossens (1845-1906)
Pour les articles homonymes, voir Eugène Goossens (homonymie).
Eugène Goossens est un chef d'orchestre britannique d'origine belge né le 25 février 1845 à Bruges et mort le 30 décembre 1906 à Liverpool.

## Biographie
Eugène Goossens naît le 25 février 1845 à Bruges,.
Il étudie le violon dès l'âge de neuf ans, au Conservatoire de sa ville natale puis au Conservatoire de Bruxelles, où il étudie également la composition,.
En 1873, il se rend à Londres, où il dirige des opérettes,.
En 1883, il devient second chef d'orchestre de la Carl Rosa Opera Company,.
En 1889, à la mort de Carl Rosa, Eugène Goossens devient chef principal de la compagnie, jusqu'en 1893,.
En 1892, il dirige la première anglaise de Tannhäuser de Richard Wagner à Liverpool. Il s'installe dans cette ville l'année suivante et y fonde en 1894 le Goossens Male Voice Choir, qu'il dirige et avec lequel il se distingue, notamment dans le répertoire belge,.
Eugène Goossens meurt le 30 décembre 1906 à Liverpool,.
Il est le père du violoniste et chef d'orchestre Eugène Goossens. Pour le distinguer de son fils, il est parfois appelé Eugène Goossens père ou Eugène Goossens I,.